# Luật Cơ bản: Israel là quốc gia dân tộc của người Do Thái
Luật Cơ bản: Israel là quốc gia dân tộc của người Do Thái (tiếng Hebrew: חוֹק יְסוֹד: יִשְׂרָאֵל—מְדִינַת הַלְּאוֹם שֶׁל הָעַם הַיְּהוּדִי), thường được gọi là Luật Quốc gia dân tộc (חוֹק הַלְּאוֹם), là Luật cơ bản của Israel được Quốc hội Israel thông qua vào ngày 19 tháng 7 năm 2018 với 62 phiếu thuận, 55 phiếu chống và hai phiếu trắng và phần lớn mang tính biểu tượng. Đạo luật quy định Israel là quốc gia dân tộc của người Do Thái và nêu rõ những vai trò và trách nhiệm mà Israel phải thực hiện. Đạo luật bị chỉ trích dữ dội trên toàn thế giới và bị một số nhà phê bình coi là phân biệt chủng tộc và không dân chủ. Sau khi đạo luật được thông qua, một số nhóm trong cộng đồng Do Thái ở nước ngoài bày tỏ lo ngại rằng Luật Quốc gia dân tộc đánh đổi định nghĩa pháp lý tự xác định của Israel là một "nhà nước Do Thái và dân chủ" lấy một bản sắc Do Thái độc nhất. Liên minh châu Âu chỉ trích Luật Quốc gia dân tộc làm phức tạp tiến trình hòa bình giữa Israel và Palestine, trong khi Liên đoàn Ả Rập, Tổ chức Giải phóng Palestine, Tổ chức Hợp tác Hồi giáo và Liên đoàn Thế giới Hồi giáo lên án đạo luật là biểu hiện của chính sách apartheid.
Đạo luật bị khiếu nại tại Tòa án tối cao Israel về tính hợp hiến. Tháng 1 năm 2019, Tòa án tối cao tuyên bố một hội đồng xét xử gồm 11 thẩm phán sẽ xem xét liệu toàn bộ hoặc một phần đạo luật có vi phạm Luật Cơ bản: Nhân phẩm và Tự do hay không, là một Luật Cơ bản được Quốc hội thông qua vào năm 1992 với hiệu lực hiến pháp. Ngoài ra, Tòa án tối cao cũng sẽ lần đầu tiên quyết định liệu Tòa án tối cao có quyền hủy bỏ một Luật Cơ bản trái với Luật Cơ bản khác hay không.
Tháng 7 năm 2021, Tòa án tối cao phán quyết rằng đạo luật không trái với hiến pháp và không phủ nhận bản chất dân chủ của Israel. Chủ tịch Tòa án tối cao Esther Hayut viết tuyên bố rằng "Luật Cơ bản này chỉ là một chương trong hiến pháp đang hình thành của nước ta và không phủ nhận bản chất dân chủ của Israel". Tòa án tối cao nhận định đạo luật chỉ tuyên bố điều hiển nhiên rằng Israel là một quốc gia Do Thái và điều này không làm giảm đi các quyền tự do của công dân không phải người Do Thái, nhất là khi xét đến những đạo luật khác đảm bảo quyền bình đẳng cho mọi người.

## Lịch sử lập pháp
Ngày 3 tháng 8 năm 2011, Chủ nhiệm Ủy ban Đối ngoại và Quốc phòng Avi Dichter cùng với 39 nghị sĩ trình dự thảo Luật Cơ bản: Israel là quốc gia dân tộc của người Do Thái trước Quốc hội, có nội dung xác định bản chất của nhà nước Israel.
Tháng 7 năm 2017, một ủy ban đặc biệt do Nghị sĩ Amir Ohana (Likud) đứng đầu được thành lập để thẩm tra dự luật. Dự luật sau đó được trình lần đọc đầu tiên vào ngày 13 tháng 3 năm 2018.
Ủy ban đặc biệt sửa đổi một số điều khoản của dự luật, chủ yếu liên quan đến các vấn đề như "Luật Do Thái", "Tập trung người Do Thái về Israel" và "Khu định cư Do Thái". Ví dụ: dự luật ban đầu cho phép thành lập các cộng đồng riêng biệt "trên cơ sở tôn giáo và quốc tịch" nhưng được sửa lại thành chỉ khuyến khích thành lập các khu định cư người Do Thái.
Ngày 1 tháng 5 năm 2018, Quốc hội thông qua dự luật trong lần đọc đầu tiên với 64 phiếu thuận và 50 phiếu chống. Ngày 19 tháng 7 năm 2018, sau một cuộc tranh luận dữ dội kéo dài nhiều giờ, Quốc hội thông qua dự luật trong lần đọc thứ hai và thứ ba với 62 phiếu thuận, 55 phiếu chống và hai phiếu trắng.
Sau cuộc biểu quyết, các nghị sĩ Ả Rập xé một bản in của đạo luật và hét lên "apartheid" tại hội trường Quốc hội, trong khi các nghị sĩ theo chính phủ hoan nghênh việc thông qua đạo luật.

## Nội dung
Luật Cơ bản: Israel là quốc gia dân tộc của người Do Thái gồm 11 điều:
1 — Nguyên tắc cơ bản
A. Vùng đất Israel là quê hương lịch sử của người Do Thái, nơi Nhà nước Israel được thành lập.
B. Nhà nước Israel là tổ quốc của người Do Thái, nơi người Do Thái thực hiện quyền tự quyết tự nhiên, văn hóa, tôn giáo và lịch sử.
C. Quyền thực hiện quyền tự quyết dân tộc ở Nhà nước Israel chỉ thuộc về người Do Thái.
2 — Biểu tượng của Israel
A. Quốc hiệu là "Israel"
B. Quốc kỳ Israel nền trắng, ở mép có hai sọc xanh, ở giữa có Ngôi sao David.
C. Quốc huy Israel là cây đèn bảy ngọn, xung quanh có lá ô liu, ở dưới có dòng chữ "Israel".
D. Quốc ca Israel là "Hatikvah"
E. Pháp luật quy định chi tiết về các biểu tượng của Israel.
3 — Thủ đô của Israel
Jerusalem hoàn chỉnh thống nhất là thủ đô của Israel.
4 — Ngôn ngữ
A. Ngôn ngữ quốc gia là tiếng Hebrew.
B. Tiếng Ả Rập có một địa vị đặc biệt ở Israel. Pháp luật quy định việc sử dụng tiếng Ả Rập trong các cơ quan nhà nước.
C. Điều khoản này không tác động đến địa vị của tiếng Ả Rập trước khi luật này có hiệu lực.
5 — Tập trung người Do Thái về Israel
Nhà nước có chính sách aliyah và tập trung người Do Thái về Israel.
6 — Liên hệ với người Do Thái
A. Nhà nước nỗ lực đảm bảo an toàn cho người Do Thái và công dân Israel đang gặp rắc rối hoặc bị giam cầm vì là người Do Thái hoặc có quốc tịch Israel.
B. Nhà nước tăng cường mối quan hệ giữa nhà nước và người Do Thái trong cộng đồng người Do Thái ở nước ngoài.
C. Nhà nước bảo tồn di sản văn hóa, lịch sử và tôn giáo của người Do Thái trong cộng đồng người Do Thái ở nước ngoài.
7 — Khu định cư của người Do Thái
A. Nhà nước coi việc thành lập khu định cư của người Do Thái là giá trị quốc gia và có chính sách khuyến khích, thúc đẩy việc thành lập, củng cố khu định cư.
8 — Lịch chính thức
Lịch Do Thái là lịch chính thức của Israel và lịch Gregorius được sử dụng cùng với lịch Do Thái như một lịch chính thức. Pháp luật quy định việc sử dụng lịch Do Thái và lịch Gregorius.
9 — Ngày Độc lập và những ngày tưởng niệm
A. Quốc khánh Israel là Ngày Độc lập.
B. Yom HaZikaron và Yom HaShoah là những ngày tưởng niệm chính thức của Israel.
10 — Ngày nghỉ lễ và ngày Sa-bát
Ngày Sa-bát và các lễ hội của Israel là những ngày lễ của Israel. Người không phải là người Do Thái có quyền nghỉ lễ vào ngày Sa-bát và các lễ hội của họ. Pháp luật quy định chi tiết về điều này.
11 — Sửa đổi
Luật Cơ bản này không được sửa đổi, trừ phi có một Luật Cơ bản khác được Quốc hội thông qua theo quá nửa số thành viên.

## Kiện tụng
Tháng 7 năm 2018, Nghị sĩ Akram Hasson và những quan chức Druze khác khiếu nại đạo luật vì vi phạm hiến pháp tại Tòa án tối cao Israel. Tháng 1 năm 2019, Hiệp hội Quyền công dân Israel cũng đệ đơn khiếu nại đạo luật. Tòa án tối cao tuyên bố rằng một hội đồng xét xử gồm 11 thẩm phán sẽ xem xét tính hợp hiến của đạo luật và xác định xem toàn bộ hoặc một phần đạo luật có vi phạm Luật Cơ bản: Nhân phẩm và Tự do hay không, được coi là nền tảng pháp lý của Israel, là lần đầu tiên Tòa án tối cao xem xét hủy bỏ toàn bộ hoặc một phần một Luật Cơ bản vì trái với Luật Cơ bản khác.
Tháng 7 năm 2021, Tòa án tối cao phán quyết rằng đạo luật không trái với hiến pháp và không phủ nhận bản chất dân chủ của Israel. Chủ tịch Tòa án tối cao Esther Hayut tuyên bố rằng "Luật Cơ bản này chỉ là một chương trong hiến pháp đang hình thành của nước ta và không phủ nhận bản chất dân chủ của Israel." Tòa án tối cao nhận định đạo luật chỉ tuyên bố điều hiển nhiên rằng Israel là một quốc gia Do Thái và điều này không làm giảm đi các quyền tự do của công dân Israel không phải người Do Thái, nhất là khi xét đến những đạo luật khác đảm bảo quyền bình đẳng cho mọi người. George Karra, một thành viên người Ả Rập của Tòa án tối cao, là thẩm phán duy nhất phản đối quyết định của tòa.

## Phản ứng

### Trong nước
Nguyên Chủ tịch Tòa án tối cao Israel Aharon Barak, người chủ trương thiết lập quyền giám sát tư pháp vào thập niên 1990, ủng hộ việc thông qua đạo luật. Barak cho rằng công dân Ả Rập của Israel không có quyền tự quyết trong Nhà nước Israel mặc dù bản sắc và văn hóa Ả Rập được bảo vệ. Ông thừa nhận rằng đạo luật không bảo đảm bình đẳng trước pháp luật và nhấn mạnh rằng quyền bình đẳng phải được xác định trong Luật Cơ bản: Nhân phẩm và Tự do.

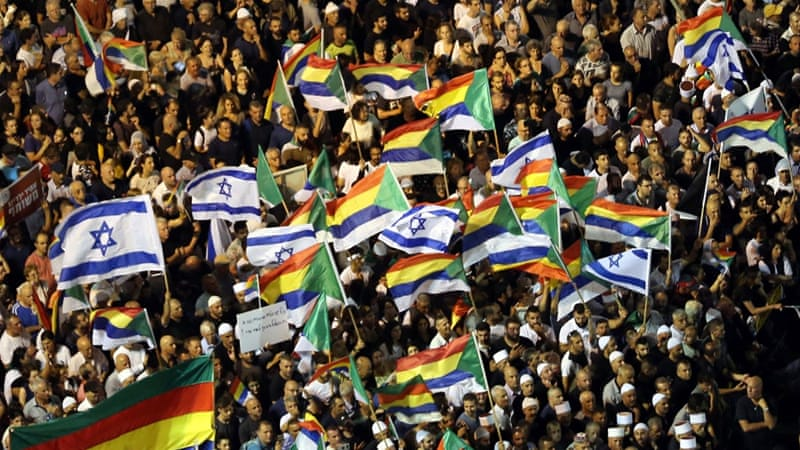
Người biểu tình vẫy cờ Druze và quốc kỳ Israel phản đối đạo luật tại Tel Aviv, ngày 4 tháng 8 năm 2018

Các lãnh đạo cộng đồng Druze của Israel gửi đơn khiếu nại lên Tòa án tối cao Israel để phản đối đạo luật và 100 quân nhân dự bị Druze cho biết họ bị hạ xuống công dân hạng hai mặc dù đã chiến đấu cho Israel trong nhiều thế hệ. Rami Zeedan, bản thân là một người Israel Druze, cho rằng vấn đề chính của đạo luật  là đạo luật không thừa nhận "người Israel" là một dân tộc và không bao gồm cộng đồng Druze trong định nghĩa Israel là quốc gia dân tộc.
Khi đạo luật được thông qua, các nghị sĩ người Ả Rập xé nát các bản sao của đạo luật và hét lên "apartheid" tại hội trường Quốc hội. Ayman Odeh, khi đó là lãnh đạo của liên minh các đảng đối lập Ả Rập, tuyên bố rằng Israel đã “thông qua một đạo luật độc tôn người Do Thái và xác định rằng người Ả Rập sẽ luôn là công dân hạng hai”.
Các cuộc biểu tình lớn phản đối đạo luật diễn ra tại Tel Aviv. Đạo luật bị chỉ trích là phân biệt chủng tộc đối với người Ả Rập ở Israel. Nhiều người Ả Rập lên án việc đạo luật hạ địa vị của tiếng Ả Rập từ ngôn ngữ chính thức xuống ngôn ngữ có "địa vị đặc biệt".
Một cuộc thăm dò được thực hiện bởi Panel Politics cho thấy 58% người Do Thái Israel ủng hộ luật, 34% chống lại và 8% không có ý kiến (trong số 532 phản hồi). Cuộc thăm dò này tìm thấy sự ủng hộ nhiều hơn trong số những người tự định nghĩa mình là cánh hữu hoặc trung tâm, trong khi những người cánh tả có nhiều khả năng phản đối nó. Một cuộc khảo sát, được thực hiện bởi Viện Dân chủ Israel và dựa trên câu trả lời của 600 người Israel, cho thấy rằng phần lớn công chúng, 59,6% người Do Thái và 72,5% người Ả Rập, tin rằng bình đẳng cho tất cả công dân Israel cũng nên được luật pháp bao gồm.

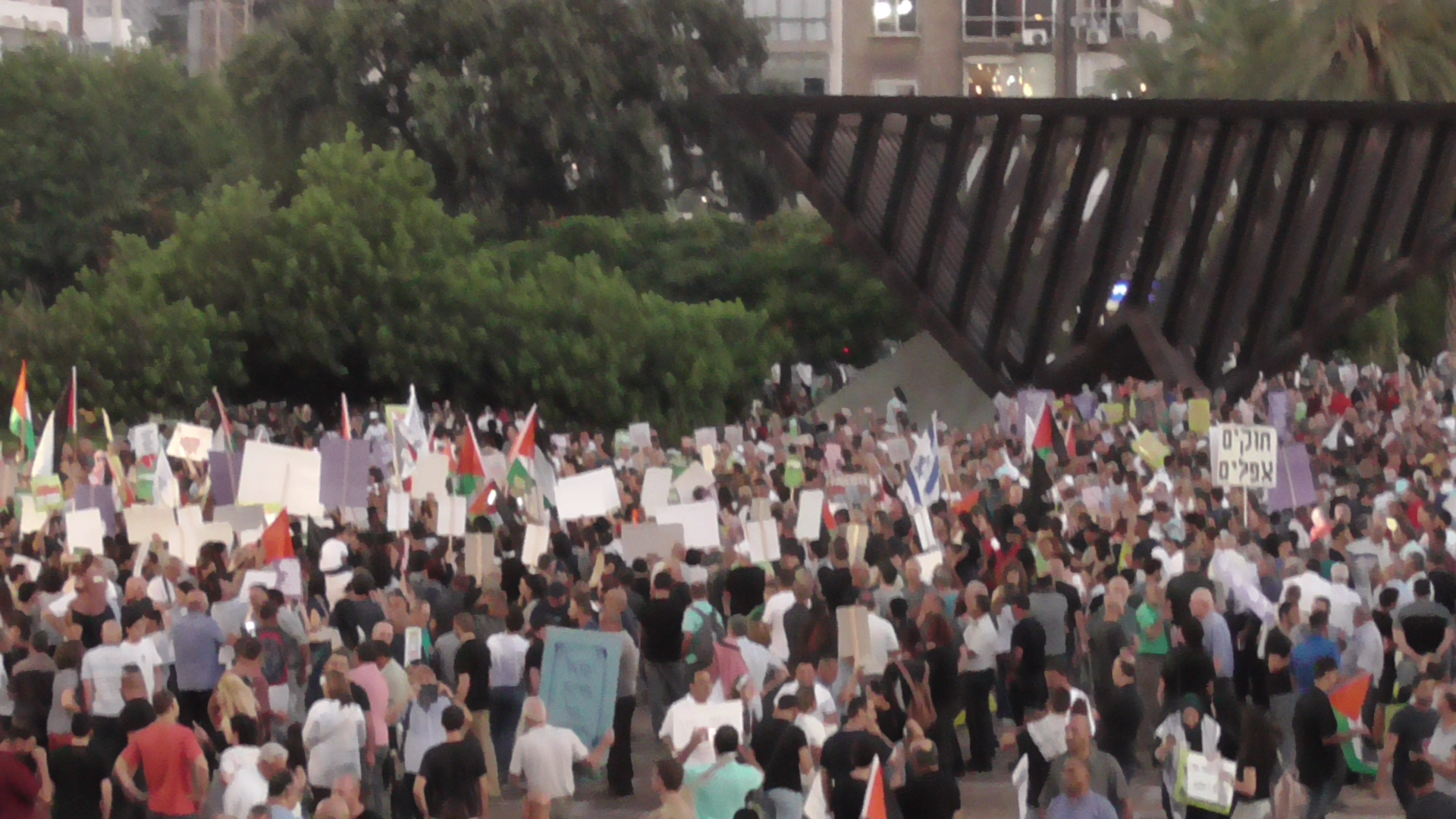
Biểu tình phản đối đạo luật tại Tel Aviv, ngày 11 tháng 8 năm 2018

### Quốc tế
Tổng Thư ký Tổ chức Giải phóng Palestine Saeb Erekat lên án đạo luật là một "luật nguy hiểm và phân biệt chủng tộc" đã "hợp pháp hóa chế độ apartheid và định nghĩa Israel là một chế độ apartheid về mặt pháp lý".
Liên minh châu Âu bày tỏ quan ngại về việc thông qua đạo luật, nhận xét rằng đạo luật sẽ "làm phức tạp thêm giải pháp hai nhà nước cho cuộc dung đột Israel–Palestine".
Phát biểu trước Đại Quốc hội tại Ankara, Tổng thống Thổ Nhĩ Kỳ Recep Tayyip Erdoğan tuyên bố rằng "tinh thần của Hitler" vẫn tồn tại ở Israel và "không có sự khác biệt giữa nỗi ám ảnh của Hitler về một chủng tộc Arya và quan niệm rằng vùng đất cổ xưa này chỉ dành cho người Do Thái". Ông gọi Israel là "nhà nước phục quốc Do Thái chủ nghĩa, phát xít và phân biệt chủng tộc nhất thế giới". Thủ tướng Israel Benjamin Netanyahu phản bác rằng Erdoğan là "một nhà độc tài đen tối" đang "thảm sát người Syria và người Kurd và bỏ tù hàng chục nghìn công dân của chính mình". Ngoài ra, Israel coi việc so sánh Israel với Đức Quốc Xã là một sự xúc phạm nghiêm trọng.